# Letnie Igrzyska Olimpijskie 2000
XXVII Letnie Igrzyska Olimpijskie (oficjalnie Igrzyska XXVII Olimpiady) odbyły się w 2000 roku w Sydney, w Australii.
Sydney zostało wybrane do tej roli 24 września 1993, kiedy to okazało się lepszym kandydatem od Pekinu, Berlina, Stambułu i Manchesteru. W lipcu 1991 chęć organizacji igrzysk wyraził również Mediolan, ale w marcu 1993 wycofał swoją kandydaturę.
W igrzyskach wzięli udział przedstawiciele 199 państw, a cała impreza odbywała się w dniach 15 września – 1 października. 
Prezydent MKOl Juan Antonio Samaranch triumfalnie oznajmił, że XXVII igrzyska były najwspanialszymi w historii imprezy, a potwierdzeniem tych słów miały być kolejne rekordy organizacyjne – rekordowa liczba krajów uczestniczących, sportowców, dyscyplin oraz konkurencji. Medale zdobyli reprezentanci 80 krajów.
W Sydney po raz pierwszy przeprowadzono rywalizację w taekwondo, triatlonie, w skokach synchronicznych do wody, a także po raz pierwszy wśród kobiet: w pięcioboju nowoczesnym, podnoszeniu ciężarów oraz w konkurencjach trampoliny (gimnastyka sportowa) i skoku o tyczce oraz rzucie młotem (lekkoatletyka). W australijskich igrzyskach zawodnicy 48-krotnie poprawiali lub wyrównywali rekordy świata.

## Dyscypliny i wyniki
| - badminton - baseball - boks - gimnastyka - hokej na trawie - jeździectwo - judo - kajakarstwo - kolarstwo - koszykówka - lekkoatletyka - łucznictwo - pięciobój nowoczesny - piłka nożna - piłka ręczna |  | - piłka wodna - pływanie - pływanie synchroniczne - podnoszenie ciężarów - siatkówka - skoki do wody - softball - strzelectwo - szermierka - taekwondo - tenis stołowy - tenis ziemny - triathlon - wioślarstwo - zapasy - żeglarstwo |

## Hasło
Dziel się duchem i miej odwagę marzyć (ang. Share The Spirit and Dare to Dream)

## Obiekty olimpijskie

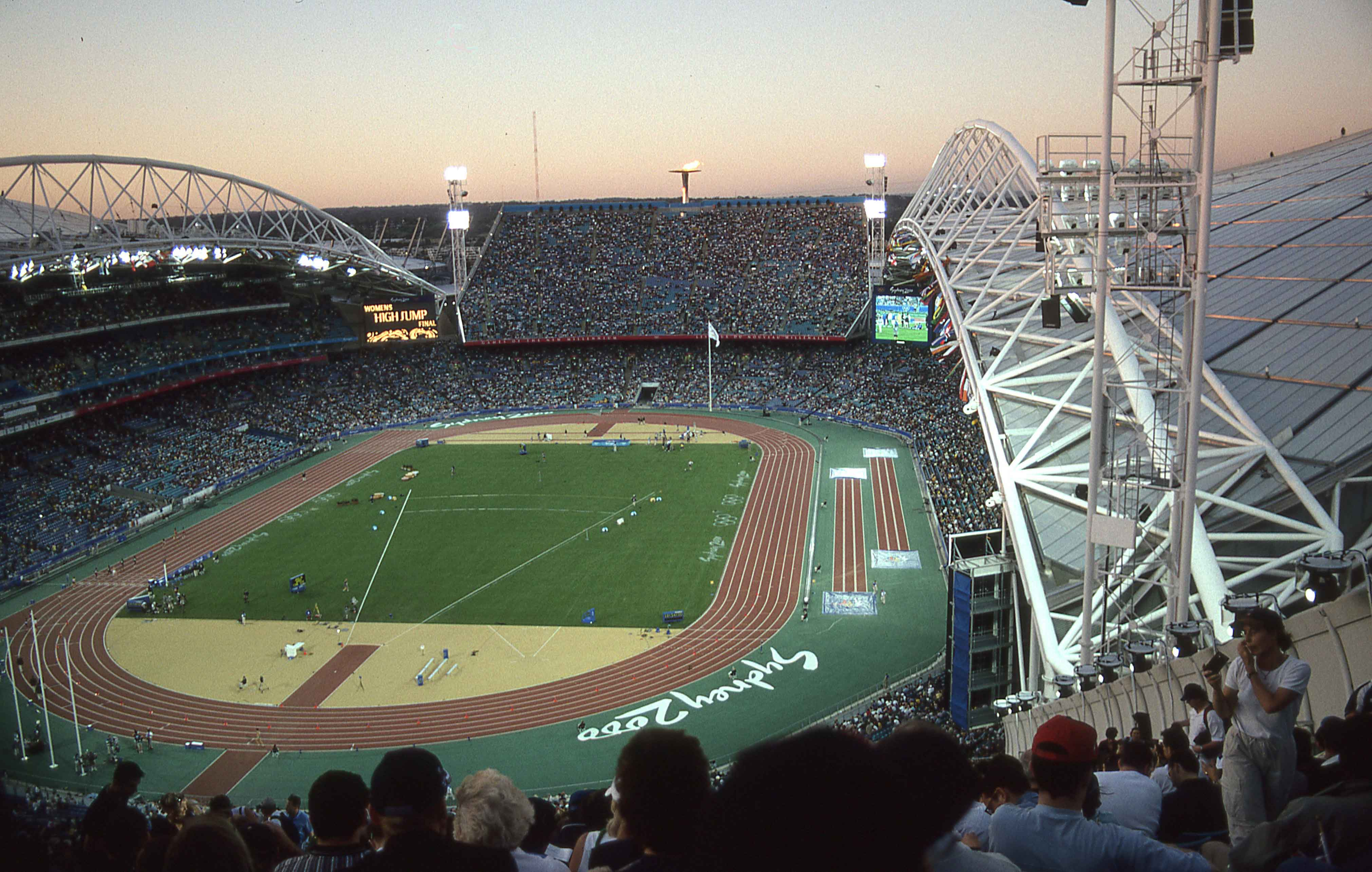
Stadium Australia – główna arena igrzysk

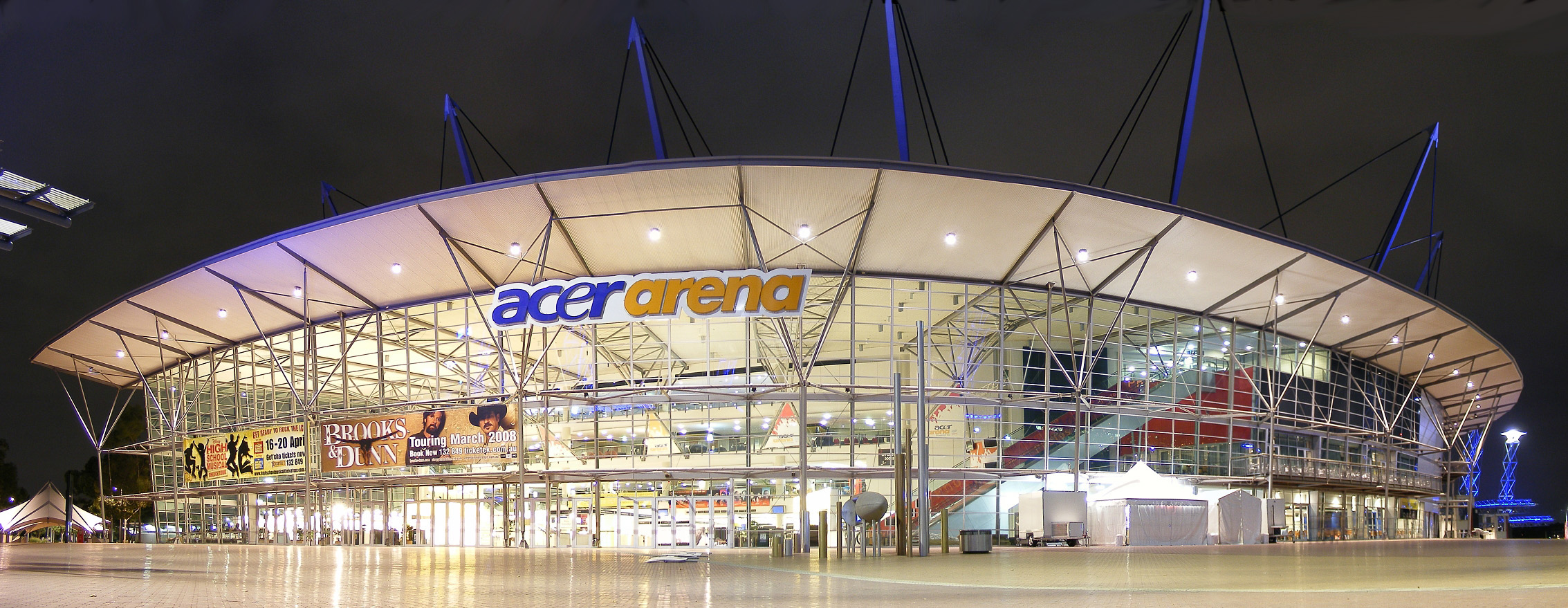
Sydney SuperDome

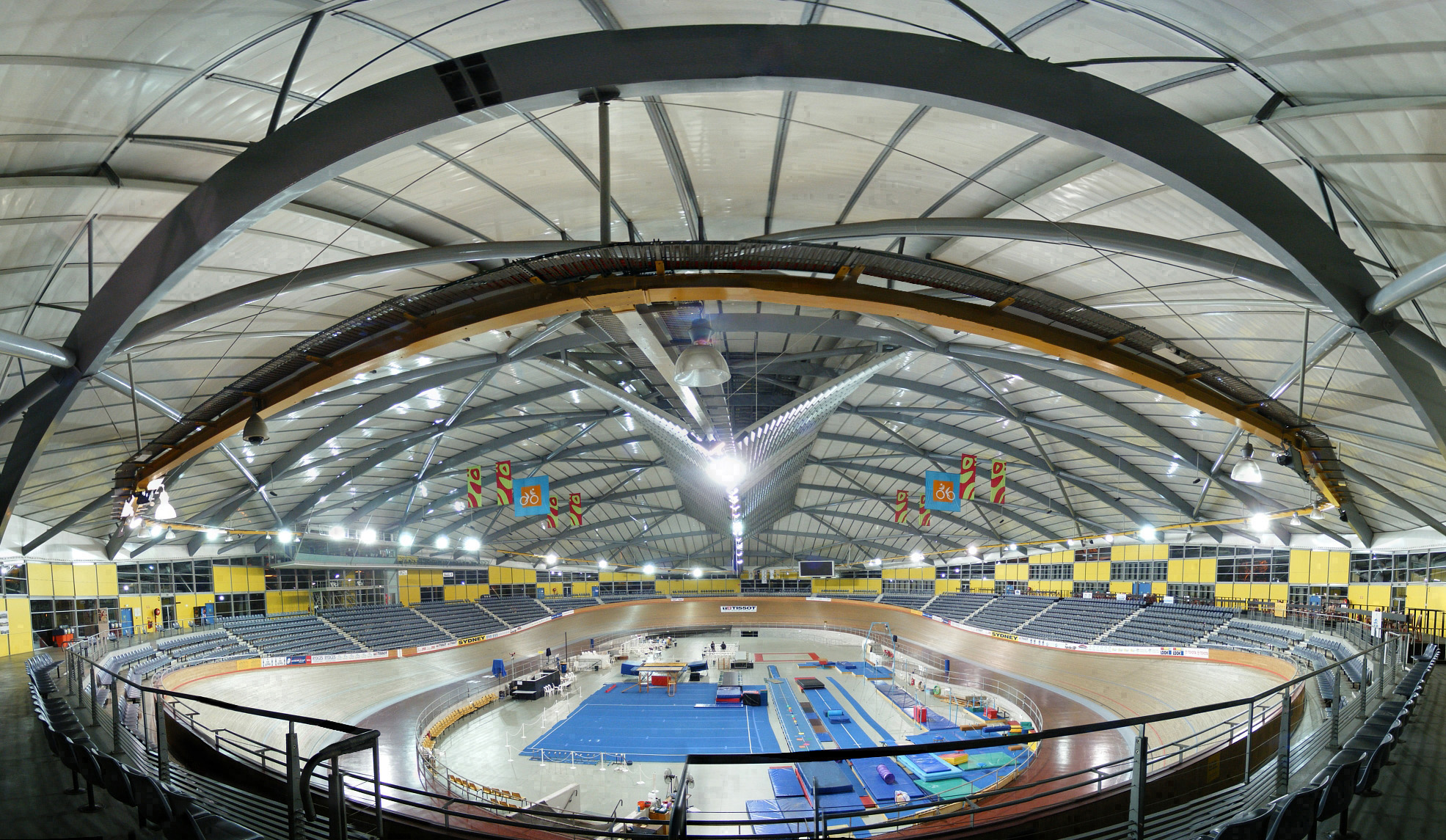
Wnętrze Dunc Gray Velodrome

### Obiekty wchodzące w skład Sydney Olimpic Park
- Stadium Australia – główna arena igrzysk, lekkoatletyka, piłka nożna (finał)
- Sydney International Aquatic Centre – skoki do wody, pływanie, pływanie synchroniczne, piłka wodna
- State Sports Centre – taekwondo, tenis stołowy
- NSW Tennis Centre – tenis ziemny
- Sydney Olympic Park Hockey Centre – hokej na trawie
- The Dome and Exhibition Complex – badminton, gimnastyka, koszykówka, siatkówka, pięciobój nowoczesny, piłka ręczna,
- Sydney SuperDome – gimnastyka artystyczna, skoki na trampolinie, koszykówka
- Sydney Baseball Stadium – baseball, pięciobój nowoczesny
- Sydney International Archery Park – łucznictwo

### Obiekty znajdujące się w Sydney
- Sydney Convention and Exhibition Centre – boks, judo, szermierka, zapasy
- Sydney Entertainment Centre – siatkówka
- Dunc Gray Velodrome – kolarstwo torowe
- Sydney International Shooting Centre – strzelectwo
- Sydney International Equestrian Centre – jeździectwo
- Sydney International Regatta Centre – wioślarstwo, kajakarstwo
- Blacktown Olympic Centre – baseball, softball
- Mountain Bike Course, Fairfield City Farm – kolarstwo górskie
- Ryde Aquatic Leisure Centre – piłka wodna
- Penrith Whitewater Stadium – kajakarstwo górskie
- Bondi Beach – siatkówka plażowa
- Sydney Football Stadium – piłka nożna
- Woollahra Sailing Club – żeglarstwo

### Obiekty znajdujące się poza Sydney
- Canberra Stadium – piłka nożna
- Hindmarsh Stadium – piłka nożna
- Melbourne Cricket Ground – piłka nożna
- Brisbane Cricket Ground – piłka nożna

## Medale zdobyte przez Polaków

### Złote
- Robert Korzeniowski – chód na 20 km
- Robert Korzeniowski – chód na 50 km
- Renata Mauer-Różańska – strzelectwo
- Kamila Skolimowska – rzut młotem
- Szymon Ziółkowski – rzut młotem
- Tomasz Kucharski, Robert Sycz – wioślarstwo

### Srebrne
- Szymon Kołecki – podnoszenie ciężarów
- Agata Wróbel – podnoszenie ciężarów
- Paweł Baraszkiewicz, Daniel Jędraszko – kajakarstwo
- Krzysztof Kołomański, Michał Staniszewski – kajakarstwo górskie
- Sylwia Gruchała, Magdalena Mroczkiewicz, Anna Rybicka, Barbara Wolnicka – szermierka

### Brązowe
- Leszek Blanik – gimnastyka
- Aneta Pastuszka, Beata Sokołowska-Kulesza – kajakarstwo
- Dariusz Białkowski, Grzegorz Kotowicz, Adam Seroczyński, Marek Witkowski – kajakarstwo

## Statystyka medalowa
W Sydney medale zdobyli zawodnicy z 80 krajów.
| Klasyfikacja medalowa              |                   |       |        |      |       |
| Lp.                                | Państwo           | złoto | srebro | brąz | razem |
| 1                                  | Stany Zjednoczone | 36    | 24     | 32   | 92    |
| 2                                  | Rosja             | 32    | 28     | 28   | 88    |
| 3                                  | Chiny             | 28    | 16     | 14   | 58    |
| 4                                  | Australia         | 16    | 25     | 17   | 58    |
| 5                                  | Niemcy            | 13    | 17     | 26   | 56    |
| 6                                  | Francja           | 13    | 14     | 11   | 38    |
| 7                                  | Włochy            | 13    | 8      | 13   | 34    |
| 8                                  | Holandia          | 12    | 9      | 4    | 25    |
| 9                                  | Kuba              | 11    | 11     | 7    | 29    |
| 10                                 | Wielka Brytania   | 11    | 10     | 7    | 28    |
| ...                                | ...               | ...   | ...    | ...  | ...   |
| 14                                 | Polska            | 6     | 5      | 3    | 14    |
| Zobacz pełną klasyfikację medalową |                   |       |        |      |       |

## Państwa biorące udział w igrzyskach
Po raz pierwszy na igrzyskach pojawiły się Erytrea, Mikronezja i Palau.
Jako oddzielna drużyna wystąpili sportowcy z Timoru Wschodniego, znajdującego się wówczas pod administracją ONZ.
Na start w igrzyskach, ze względu na dyskryminację kobiet, nie zezwolono rządzonemu przez talibów Afganistanowi.

Uczestnicy igrzysk

| Europa | Europa | Europa |
| --- | --- | --- |
| - Albania - Andora - Armenia - Austria - Belgia - Białoruś - Bośnia i Hercegowina - Bułgaria - Chorwacja - Cypr - Czechy - Dania - Estonia - Finlandia - Francja                                                            | - Grecja - Hiszpania - Holandia - Irlandia - Islandia - Jugosławia - Liechtenstein - Litwa - Luksemburg - Łotwa - Macedonia - Malta - Mołdawia - Monako - Niemcy                                               | - Norwegia - Polska - Portugalia - Rosja - Rumunia - San Marino - Słowacja - Słowenia - Szwajcaria - Szwecja - Ukraina - Węgry - Wielka Brytania - Włochy                                                                    |
| Ameryka Północna i Ameryka Południowa | | |
| - Antigua i Barbuda - Antyle Holenderskie - Argentyna - Aruba - Bahamy - Belize - Barbados - Bermudy - Boliwia - Brazylia - Brytyjskie Wyspy Dziewicze - Chile - Dominika - Dominikana                                      | - Ekwador - Grenada - Gwatemala - Gujana - Haiti - Honduras - Jamajka - Kajmany - Kanada - Kolumbia - Kostaryka - Kuba - Meksyk - Nikaragua - Panama                                                           | - Paragwaj - Peru - Portoryko - Saint Kitts i Nevis - Saint Lucia - Saint Vincent i Grenadyny - Salwador - Surinam - Stany Zjednoczone - Trynidad i Tobago - Urugwaj - Wenezuela - Wyspy Dziewicze Stanów Zjednoczonych      |
| Azja | | |
| - Arabia Saudyjska - Armenia - Azerbejdżan - Bahrajn - Bangladesz - Bhutan - Birma - Brunei - Chiny - Filipiny - Gruzja - Hongkong - Indie - Indonezja - Iran - Irak                                                        | - Izrael - Japonia - Jemen - Jordania - Kambodża - Katar - Kazachstan - Kirgistan - Korea Południowa - Korea Północna - Kuwejt - Laos - Liban - Malediwy - Malezja - Mongolia - Nepal                          | - Oman - Pakistan - Palestyna - Singapur - Sri Lanka - Syria - Tadżykistan - Tajlandia - Chińskie Tajpej - Turcja - Turkmenistan - Uzbekistan - Wietnam - Zjednoczone Emiraty Arabskie - Niezależni sportowcy olimpijscy     |
| Afryka | | |
| - Algieria - Angola - Benin - Botswana - Burkina Faso - Burundi - Czad - Demokratyczna Republika Konga - Dżibuti - Egipt - Erytrea - Etiopia - Gabon - Gambia - Ghana - Gwinea - Gwinea Równikowa - Gwinea Bissau - Kamerun | - Kenia - Komory - Kongo - Lesotho - Liberia - Libia - Madagaskar - Malawi - Mali - Maroko - Mauretania - Mauritius - Mozambik - Namibia - Niger - Nigeria - Republika Zielonego Przylądka - Południowa Afryka | - Republika Środkowoafrykańska - Rwanda - Senegal - Seszele - Sierra Leone - Somalia - Sudan - Suazi - Tanzania - Togo - Tunezja - Uganda - Wybrzeże Kości Słoniowej - Wyspy Świętego Tomasza i Książęca - Zambia - Zimbabwe |
| Australia i Oceania | | |
| - Australia - Fidżi - Guam - Mikronezja - Nauru | - Nowa Zelandia - Palau - Papua-Nowa Gwinea - Samoa - Samoa Amerykańskie | - Tonga - Vanuatu - Wyspy Cooka - Wyspy Salomona |

### Varia
- Autorem projektu medalu Letnich Igrzysk Olimpijskich 2000 jest polski rzeźbiarz Wojciech Pietranik[4].
- Brązowe medale zostały wykonane z przetopionych monet wycofanych z obiegu[5].